# NCSM Trois Rivières (J269)
Le NCSM Trois Rivières (pennant number J269) (ou en anglais HMCS Trois Rivières) est un dragueur de mines de la Classe Bangor lancé pour la Royal Canadian Navy (RCN) et qui a servi pendant la Seconde Guerre mondiale.

## Conception
Le Trois Rivières est commandé dans le cadre du programme de la classe Bangor de 1940-41 pour le chantier naval de Marine Industries Limited de Sorel au Québec au Canada. La pose de la quille est effectuée le 9 décembre 1940, le Trois Rivières est lancé le 30 juin 1941 et mis en service le 12 août 1942.
La classe Bangor doit initialement être un modèle réduit de dragueur de mines de la classe Halcyon au service de la Royal Navy,. La propulsion de ces navires est assurée par 3 types de motorisation: moteur diesel, moteur à vapeur à pistons et turbine à vapeur. Cependant, en raison de la difficulté à se procurer des moteurs diesel, la version diesel a été réalisée en petit nombre.
Les dragueurs de mines de classe Bangor version canadienne déplacent 601 tonnes en charge normale. Ils ont une longueur totale de 49,4 mètres, une largeur de 8,5 mètres et un tirant d'eau de 2,51 mètres. Ce navire est propulsé par d'un moteur diesel B&W 9 cylindres entraînant deux arbres d'hélices. Le moteur développe une puissance de 2 000 chevaux-vapeur (1 500 kW) et atteint une vitesse maximale de 16 nœuds (30 km/h).
Leur manque de taille donne aux navires de cette classe de faibles capacités de manœuvre en mer, qui seraient même pires que celles des corvettes de la classe Flower. Les versions à moteur diesel sont considérées comme ayant de moins bonnes caractéristiques de maniabilité que les variantes à moteur alternatif à faible vitesse. Leur faible tirant d'eau les rend instables et leurs coques courtes ont tendance à enfourner la proue lorsqu'ils sont utilisés en mer de face.
Les navires transportent 66 t de gazole.
Les navires de la classe Bangor sont également considérés comme exiguës pour les membres d'équipage, entassant 6 officiers et 77 matelots dans un navire initialement prévu pour un total de 40.

## Histoire

### Seconde Guerre mondiale
Le Trois Rivières est mis en service le 12 août 1942 à Sorel au Québec. Il est affecté à la Western Local Escort Force (WLEF) (Force d'escorte locale de l'Ouest) après son arrivée à Halifax en Nouvelle-Écosse, en août 1942. Le Trois Rivières est transféré à la Newfoundland Force (Force de Terre-Neuve), la force de patrouille et d'escorte opérant depuis Saint-Jean de Terre-Neuve, en novembre 1942.
À partir d'octobre 1943, le Trois Rivières entreprend un carénage à Dalhousie (Nouveau-Brunswick) qui, en différentes étapes, amène le navire à Halifax et à Saint-Jean (Nouveau-Brunswick) avant de se terminer en janvier 1944. À la suite du carénage, le navire retourn à la Newfoundland Force.
En février 1945, le dragueur de mines subit un autre carénage, cette fois à Lunenburg, en Nouvelle-Écosse, qui dure jusqu'en mai. Le navire retourne à la Newfoundland Force et reste avec le groupe jusqu'à sa dissolution en juin.

### Après-guerre
Le Trois Rivières est désarmé le 31 juillet 1945 et remis à la Gendarmerie royale du Canada (GRC) (Royal Canadian Mounted Police) le 3 août 1945,. Renommé NCSM MacBrien par la GRC, le navire sert sur la côte Est du Canada jusqu'à son transfert en prêt permanent pour être converti en navire de recherche navale. Cependant, la conversion n'est pas achevée et le MacBrien est déclaré excédentaire le 13 juin 1959. Le navire est vendu pour la casse et démoli en 1960,

### Honneurs de bataille
- Gulf of St. Lawrence 1944

### Participation auxconvois
Le Trois Rivières a navigué avec les convois suivants au cours de sa carrière:
1. Convoi HX 211
2. Convoi HX 214
3. Convoi ON 131
4. Convoi ON 135
5. Convoi ON 139
6. Convoi ON 167
7. Convoi ON 249
8. Convoi SC 107
9. Convoi SC 109
10. Convoi SC 120
11. Convoi SC 124

### Commandement
- A/Lieutenant Commander (A/Lt.Cdr.) George Murray Kaizer (RCNR) du 12 août 1942 au 11 février 1943
- Lieutenant (Lt.) John Eastwood Taylor (RCNVR) du 12 février 1943 au 10 mars 1943
- A/Lieutenant Commander (A/Lt.Cdr.) George Murray Kaizer (RCNR) du 11 mars 1943 au 15 novembre 1943
- Lieutenant (Lt.) William Grant Garden (RCNVR) du 16 novembre 1943 à 12 septembre 1944
- Lieutenant (Lt.) Ronald Charles Grigg Merriam (RCNVR) du 13 septembre 1944 au 11 décembre 1944
- Lieutenant (Lt.) J.M.S. Clark (RCNVR) du 12 décembre 1944 au 23 avril 1945
- Lieutenant (Lt.) Maurice D. Gagnon (RCNVR) du 24 avril 1945 au 31 juillet 1945

Notes:
RCNR: Royal Canadian Naval Reserve
RCNVR: Royal Canadian Naval Volunteer Reserve 